# Diplostethus
Diplostethus é um gênero de besouros da família Elateridae encontradas no sul da América do Norte.